# Lorena Sipić
Lorena Sipić est une joueuse de volley-ball croate née le 11 novembre 1990 à Split. Elle mesure 1,88 m et joue au poste de centrale. 

## Clubs
| Club               | De        | À         |
| ------------------ | --------- | --------- |
| ŽOK Split 1700     | 2008-2009 | 2010-2011 |
| Évreux Volley-ball | 2011-2012 | 2012-2013 |
| Quimper Volley 29  | 2013-2014 | 2013-2014 |
| Évreux Volley-ball | 2014-2015 | 2014-2015 |
| OK Marina Kaštela  | 2016-2017 | 2016-2017 |
| CS Știința Bacău   | jan 2017  | mai 2017  |
| Vandœuvre Nancy VB | 2017-2018 | 2017-2018 |
| NawaRo Straubing   | 2018-2019 | 2018-2019 |
| Kaposvári Női RC   | 2019-2020 | …         |

## Palmarès
- Coupe de Croatie
  - Vainqueur : 2016[2]
- Supercoupe de Croatie
  - Vainqueur : 2016[2]
- Championnat de Croatie
  - Finaliste : 2010.
- Coupe de Roumanie
  - Finaliste : 2017.